# 러브 퍼레이드

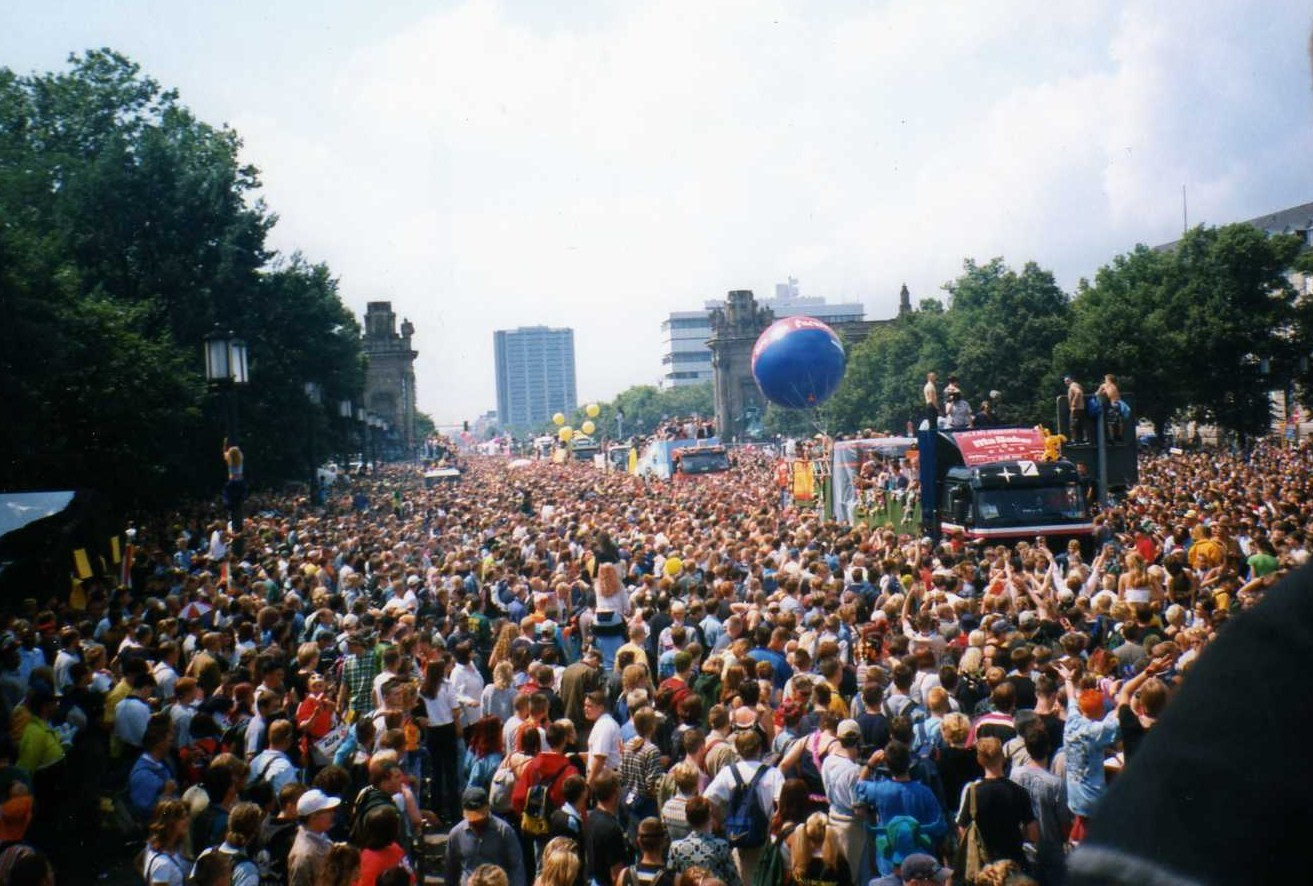

러브퍼레이드(독일어: Loveparade, 영어: Love Parade)는 1989년부터 2010년까지 독일에서 열린 유명한 테크노, 일렉트로니카 음악 축제다.

## 역사
1989년 시작된 이래 매년 베를린에서 열렸는데, 참가 인원이 크게 늘어나면서 축제 주최 측과 베를린 시당국과의 마찰이 생겨 취소되기도 했고, 2007년에는 서부 독일 루르 지방으로 옮겨 에센에서 열렸다. 2008년에는 도르트문트에서 160만명이 몰려 성황을 이루었으나, 2009년에는 보훔에서 열릴 예정이던 대회가 안전 문제로 취소되었으며, 2010년에는 뒤스부르크에서 개최되었다. 그러나 입장료를 받지 않는 무료 축제인 이유로 축제 지도부가 재정난에 허덕이는등 운영에 난항이 거듭되었다.
2010년 7월 24일 140만명이 참여한 러브 퍼레이드의 축제 장으로 들어가는 터널과 좁은 계단에서 대규모 압사 사고가 발생하여 21명이 숨지고 342명이 부상당하는 참사가 일어났다. 이 참사로 인하여 축제 주최 측은 앞으로 러브 퍼레이드 개최를 포기한다고 밝혔다.
한편, 독일과는 별도로 국제 러브퍼레이드가 부정기적으로 취리히, 샌프란시스코, 멕시코시티, 아카풀코, 제네바, 빈, 케이프타운, 텔아비브, 리즈, 시드니, 산티아고, 카라카스, 리우데자네이루, 오슬로, 부다페스트에서 개최된 바 있다.

## 같이 보기
- 러브 퍼레이드 압사 참사
- 록 암 링